# Panpsichismo

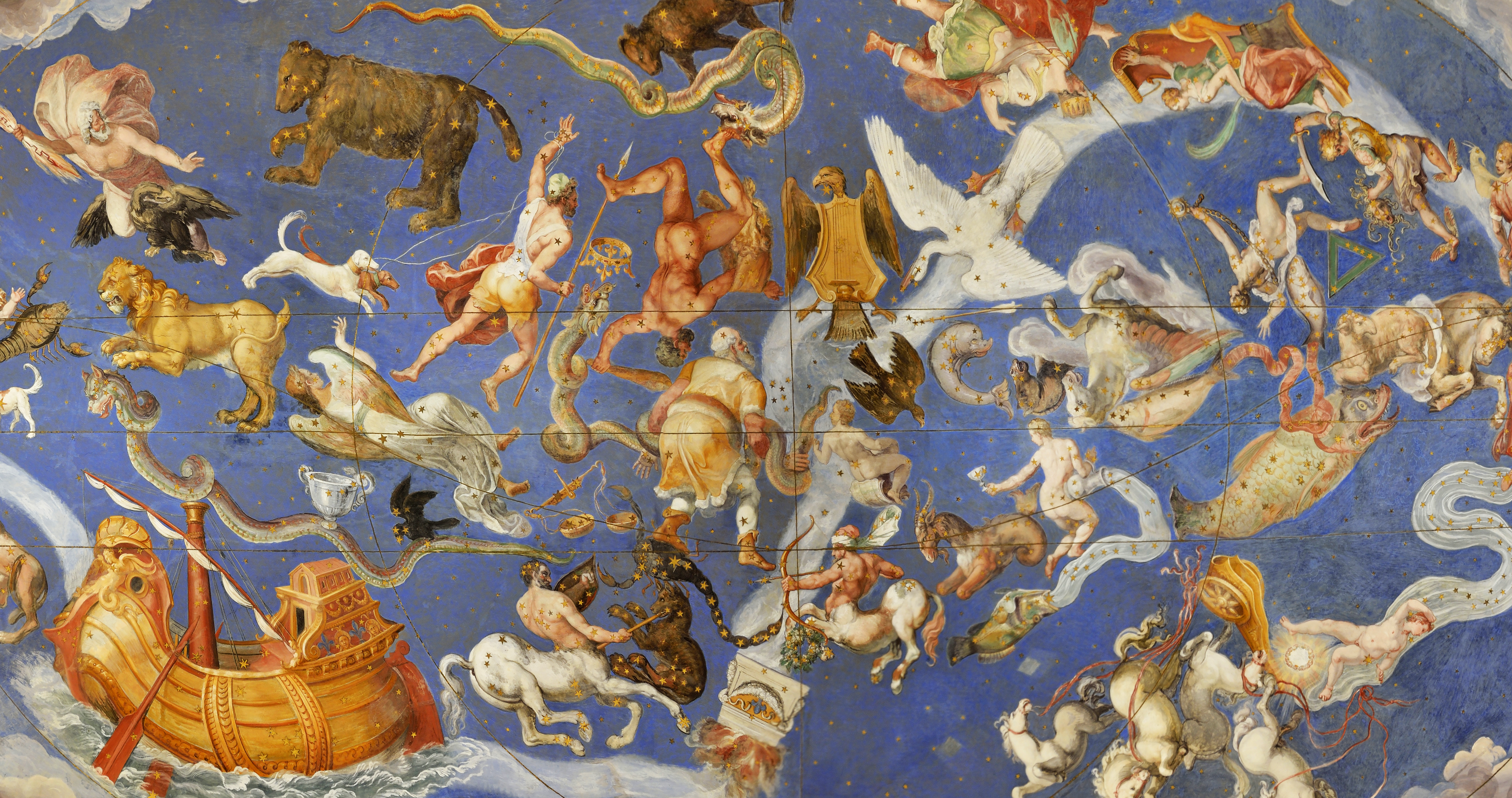
Mappa delle costellazioni cosmiche raffigurate come esseri viventi (affresco di Palazzo Farnese a Caprarola)

Il panpsichismo o pampsichismo (dal Greco pan, "tutto"; psychē, "anima") è un concetto appartenente all'ambito filosofico, secondo il quale tutti gli enti, viventi e non viventi, posseggono delle capacità psichiche, come ad esempio la capacità di pensare in modo cosciente. Hanno inserito concetti panpsichici nelle loro dottrine Talete, Platone, Telesio, Campanella, Giordano Bruno, Patrizi, Leibniz, Maupertuis.

## Storia

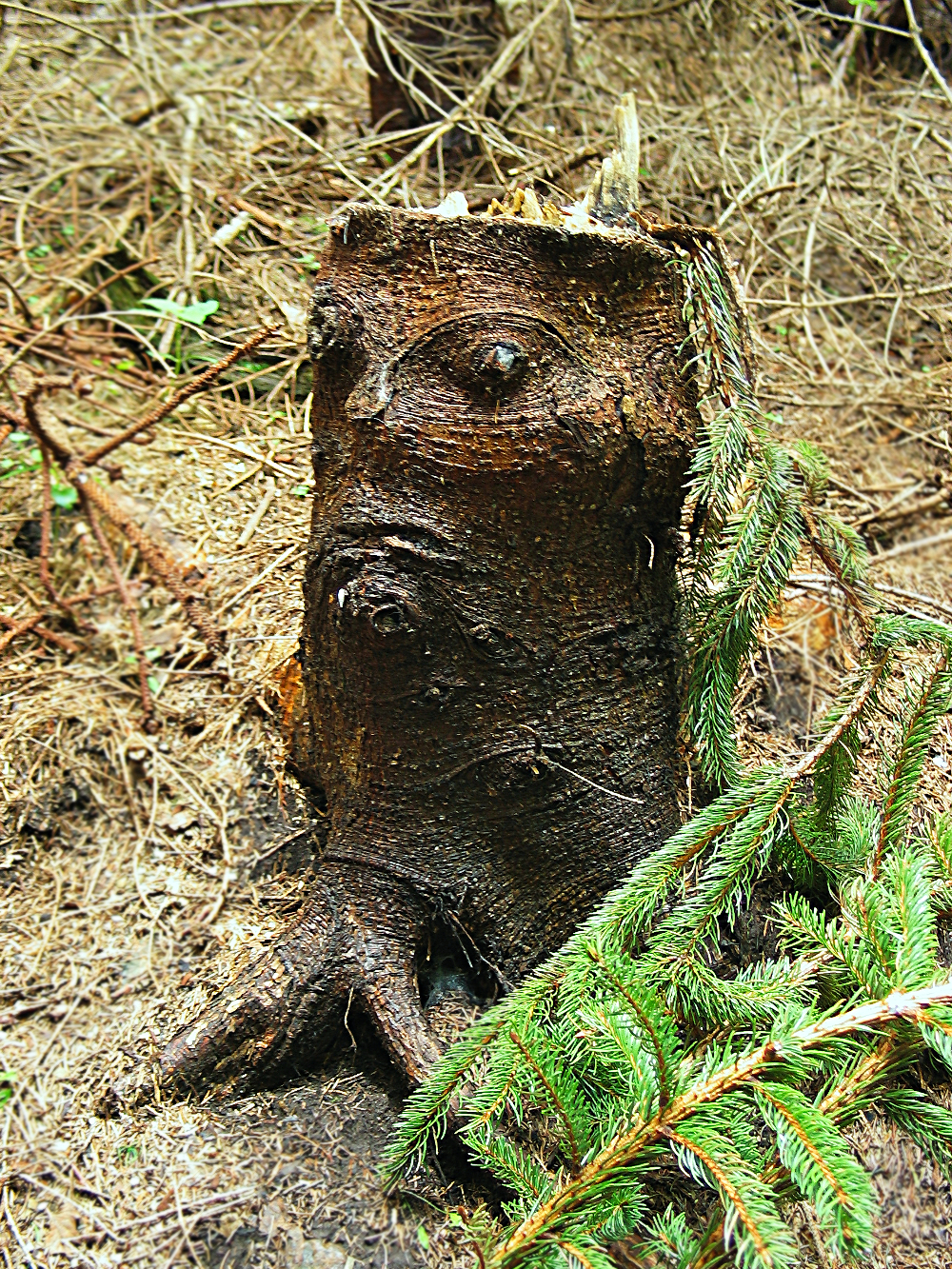
Ceppo d'albero con espressione umana sui Monti Metalliferi

Si tratta di una concezione tipica in particolare della filosofia rinascimentale, influenzata dal neoplatonismo, secondo cui le idee platoniche, oltre a trascendere il mondo, sono anche immanenti alla natura, diventando la ragione costitutiva dei singoli organismi e di tutto ciò che esiste. Il cosmo risulta così animato da un principio intelligente, veicolato in esso da una comune e universale Anima del mondo.
Leibniz prosegue nell'ottica neoplatonica, attribuendo capacità di pensiero alla materia. Egli concepisce tutto l'universo come popolato da centri di energia o monadi, che sono dotate ognuna di proprie personali rappresentazioni, anche se spesso inconsce. Ogni monade è un'entelechia impermeabile e chiusa in se stessa, ma le sue rappresentazioni trovano corrispondenza con quelle altrui perché sono tutte coordinate da Dio, come tanti orologi sincronizzati tra loro, secondo un'armonia prestabilita. Le varie percezioni di ogni singola monade si combinano così fino a formare un quadro complessivo e unitario che è l'appercezione divina.
Leibniz si propone di correggere la concezione di Cartesio, che aveva postulato una rigida separazione tra res cogitans e res extensa, in base alla quale si avrebbe da una parte il pensiero (o la coscienza), e dall'altra la materia inerte, concepita in forma meccanica. Postulare due sostanze è per Leibniz una visione irrazionale, per rimediare alla quale si deve necessariamente supporre che pure la materia apparentemente inorganica abbia proprie percezioni.
Anche Giacomo Leopardi per certi versi ha fatto riferimento al panpsichismo, dichiarando: «Che la materia pensi, è un fatto».
L'antroposofia di Rudolf Steiner adotta il panpsichismo, credendo agli elementali.

## Sviluppi recenti

### Galen Strawson
Recentemente Galen Strawson ha difeso la teoria panpsichista, indicando come proprio un'interpretazione materialista e riduzionista della filosofia della mente debbano portare effettivamente ad una posizione assimilabile al panpsichismo. Questa opinione non è però condivisa da tutti gli studiosi, giacché teorie panpsichistiche si trovano in filosofi dichiaratamente contrari ad approcci materialistici e riduzionistici (es. Platone, Leibniz, ecc.).

### Goff, Seager e Allen-Hermanson
Philip Goff, William Seager e Sean Allen-Hermanson, riprendendo e approfondendo delle tassonomie e riflessioni del filosofo australiano David Chalmers, descrivono le posizioni panpsichiste contemporanee in base ad alcuni assi concettuali fondamentali:
- Panpsichismo costitutivo vs emergentista: il panpsichismo costitutivo afferma che la coscienza umana e animale non è un fenomeno mentale fondamentale e autonomo, ma si basa su altre forme fondamentali di coscienza; laddove invece il panpsichismo non costitutivo o emergentista afferma che la coscienza umana e animale sia un fenomeno fondamentale e autonomo rispetto ad altre altre forme fondamentali di coscienza, nonostante derivi in maniera causale da specifiche interazioni fra queste ultime.
  - Il panpsichismo costitutivo pone il problema della combinazione, che si articola in varie parti: il problema della somma dei soggetti (come soggetti coscienti fondamentali e distinti si combinino per formare una singola coscienza); il problema della tavolozza (come la variegatezza della coscienza umana derivi da un insieme potenzialmente piccolo di qualità mentali fondamentali); e il problema della discordanza strutturale (come spiegare la discordanza tra la struttura della coscienza umana e la struttura del cervello).
  - Il panpsichismo emergentista si distingue invece in stratificato, a seconda che preveda una coesistenza fra gli enti coscienziali inferiori e l’ente coscienziale superiore che da essi deriva, e in fusionista, a seconda che preveda una cessazione degli enti coscienziali inferiori nel momento del loro combinarsi in un ente superiore.

- Cosmopsichismo vs micropsichismo: il cosmopsichismo è una forma di panpsichismo che afferma che la forma di coscienza costitutiva su cui le altre si fondano è la coscienza a livello cosmico; laddove invece il micropsichismo ravvede le forme fondamentali di coscienza nel micro-livello. In entrambi i casi non bisogna confondere la coscienza con le modalità umane di coscienza pensante (pancognitivismo): le forme di esperienza a livello microscopico o a livello cosmico potrebbero essere rudimentali o caotiche, semplicissime o incoerenti (panesperienzialismo).

- Panpsichismo vs panprotopsichismo: il panprotopsichismo sostiene che la coscienza non è un ente fondamentale, né a livello micro né a livello macro; lo sono invece delle proprietà o entità che costituiscono la base per la coscienza, delle caratteristiche "protofenomeniche".

### Rupert Sheldrake
Secondo Rupert Sheldrake, la coscienza della materia si manifesterebbe attraverso campi magnetici ritmici e l'Universo sarebbe un tessuto vibrante di coscienza. Tale teoria esce però dal campo filosofico e vuole presentarsi come teoria scientifica basata su prove: tuttavia, si tratta di una teoria pseudoscientifica, in quanto non falsificabile, basata su paradigmi sperimentali fallaci e non replicata in sperimentazioni indipendenti, e incompatibile con le attuali conoscenze scientifiche.

### Tononi e Koch
Secondo Giulio Tononi e Christof Koch, la coscienza emerge in ogni sistema fisico integrato e differenziato, composto da numerose particelle interconnesse distinte, come può essere il cervello, più il sistema è complesso e organizzato, più è cosciente. È la cosiddetta teoria dell'informazione integrata.
In realtà, i due autori non approvano una sovrapposizione concettuale di panpsichismo e Teoria dell'Informazione Integrata (Integrated Information Theory, IIT), che ritengono distinti. Inoltre, nonostante affermino che la coscienza possa essere graduata, ovvero crescere di grado a seconda della complessità di un sistema, gli esempi che riportano sono organismi animali o esseri umani, e non sistemi fisici comunemente ritenuti non senzienti. Inoltre puntualizzano come la Teoria dell'Informazione Integrata affermi chiaramente che non tutto è cosciente.

### Teoria QIP
Nel 2022 il fisico Giacomo Mauro D'Ariano e il fisico informatico Federico Faggin hanno pubblicato la teoria QIP (Quantum Information-based Panpsychism), <<che definisce la coscienza come la capacità che ha un sistema quantistico che si trova in uno stato puro di provare l'esperienza cosciente del suo stato sotto forma di qualia. Parte della teoria stabilisce anche che un sistema cosciente possa trasformare con libero arbitrio informazione quantistica in informazione classica e viceversa, e quindi comunicare con il mondo classico.>>

## Panpsichismo applicato agli oggetti di uso comune
Nell'ambito della teoria panpsichista, l'idea che la coscienza o una qualche forma di capacità psichica sia una proprietà fondamentale e onnipresente della realtà viene estesa a ogni elemento dell'universo, includendo anche gli oggetti considerati tradizionalmente inanimati. Secondo questa prospettiva, persino oggetti di uso quotidiano come tazze, sedie o smartphone possiedono una forma primitiva di esperienza o coscienza, sebbene questa non sia assolutamente paragonabile alla complessa coscienza umana. Questa visione sfida la netta distinzione tradizionale tra mente e materia, suggerendo che la coscienza non sia un fenomeno emergente esclusivo di strutture biologiche complesse come il cervello, ma sia intrinseca a tutta la materia. Alcuni filosofi considerano la possibilità che anche le particelle fondamentali, come gli elettroni, possano manifestare una forma di esperienza interna. Va notato che il panpsichismo applicato agli oggetti compositi, come un tavolo o una sedia, non implica necessariamente che l'oggetto nel suo insieme possegga una coscienza unificata; piuttosto, potrebbe essere visto come un aggregato di entità più fondamentali (come molecole o particelle subatomiche) che sono individualmente dotate di una semplice coscienza o sensibilità. L'apparente inerzia di questi oggetti deriverebbe quindi dal fatto di essere complessi insiemi di componenti più piccole e attive. Questa interpretazione suggerisce che ogni oggetto, nella sua interiorità o nella sua capacità di relazionarsi con l'ambiente, possa "sentire" in una qualche forma, superando l'idea di una "materia meramente morta e insensibile" vista come un costrutto teorico piuttosto che un dato di fatto. L'adozione di questa prospettiva può portare a un diverso atteggiamento verso gli oggetti e l'ambiente, promuovendo maggiore consapevolezza e rispetto.